# Megaselia magnifica
Megaselia magnifica är en tvåvingeart som först beskrevs av William Lundbeck 1920.  Megaselia magnifica ingår i släktet Megaselia och familjen puckelflugor. Arten har ej påträffats i Sverige. Inga underarter finns listade i Catalogue of Life.